# Corcos (Valladolid)
Corcos è un comune spagnolo di 259 abitanti situato nella comunità autonoma di Castiglia e León.